# Paul Di Resta
Paul Di Resta (Uphall, West Lothian, Escocia, Reino Unido; 16 de abril de 1986) es un piloto de automovilismo británico de ascendencia italiana. Corrió para Force India de Fórmula 1 como piloto titular entre 2011 y 2013. Además fue campeón del Deutsche Tourenwagen Masters en 2010, subcampeón en 2008 y tercero en 2009 y 2018. Actualmente corre en el Campeonato Mundial de Resistencia de la FIA con Peugeot y en IMSA con United Autosports, resultado vencedor de clase LMP2 en las 24 Horas de Daytona de 2025.
Di Resta es primo del ex piloto Dario Franchitti (cuatro veces campeón de la IndyCar Series y tres veces ganador de las 500 Millas de Indianápolis) y Marino Franchitti (compitió en la American Le Mans Series), en Estados Unidos. 
Paul vive con su mujer Laura Jordan en Mónaco (se casaron a finales de 2013) y tiene familia italiana que vive en Corigliano, Nápoles.

## Carrera deportiva

### Inicios
Paul di Resta empezó su carrera en el karting, compitiendo en diferentes series desde 1994 hasta 2001. En el año 2003 y 2004 participó en la Fórmula Renault Británica, alternando el segundo año participando en algunas carreras de la Eurocopa de la misma categoría.
En el año 2005, de la mano del equipo Manor Motorsport, Paul disputó la temporada 2005 de Fórmula 3 Euroseries. En ese año ganó el McLaren Autosport BRDC Award —premio que se le concede a los jóvenes pilotos en la órbita de dicha escudería— gracias a sus buenas actuaciones. Al año siguiente, con ASM, se proclamó campeón.

### Primera etapa en DTM

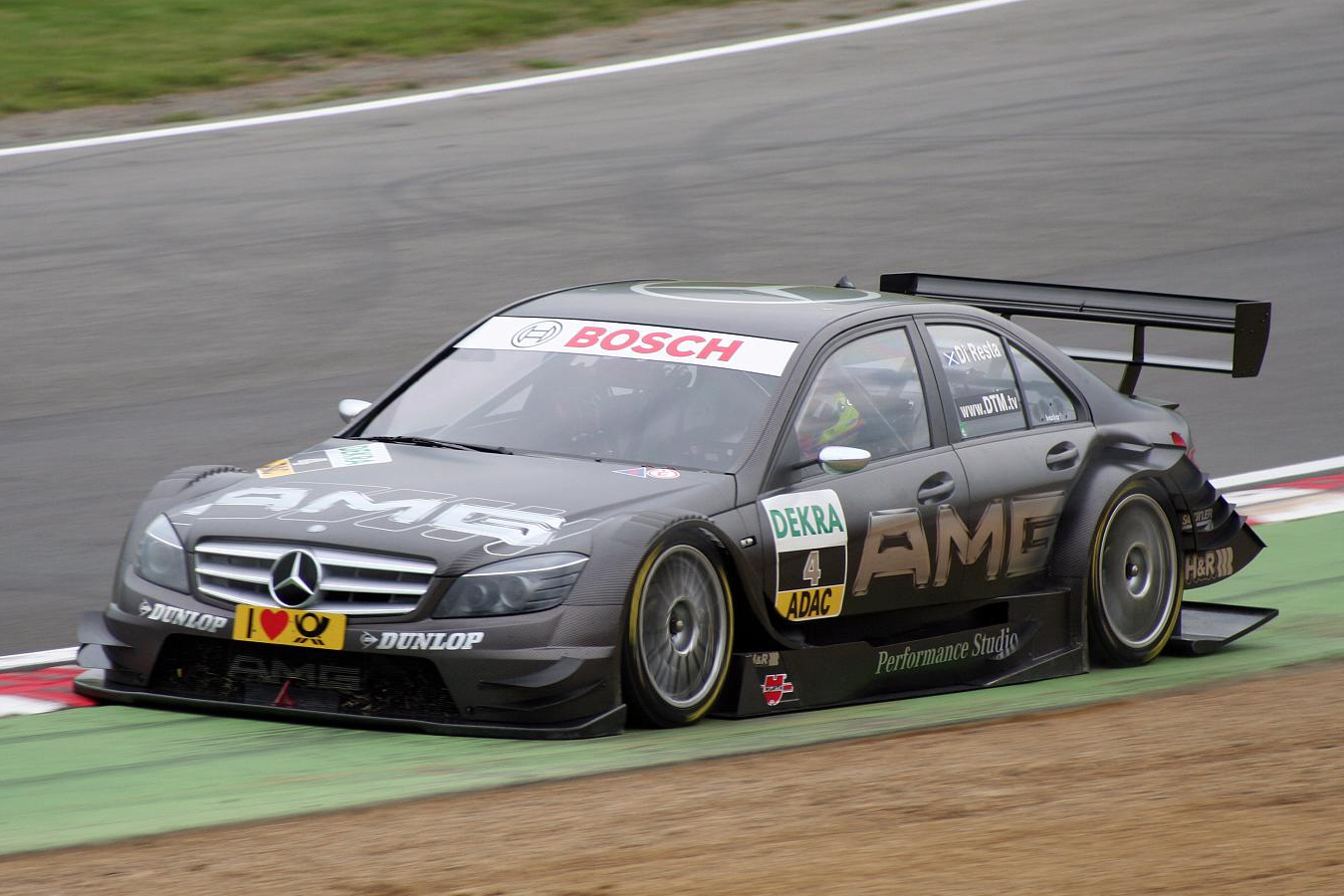
di Resta al volante de su Mercedes-Benz AMG en 2008.

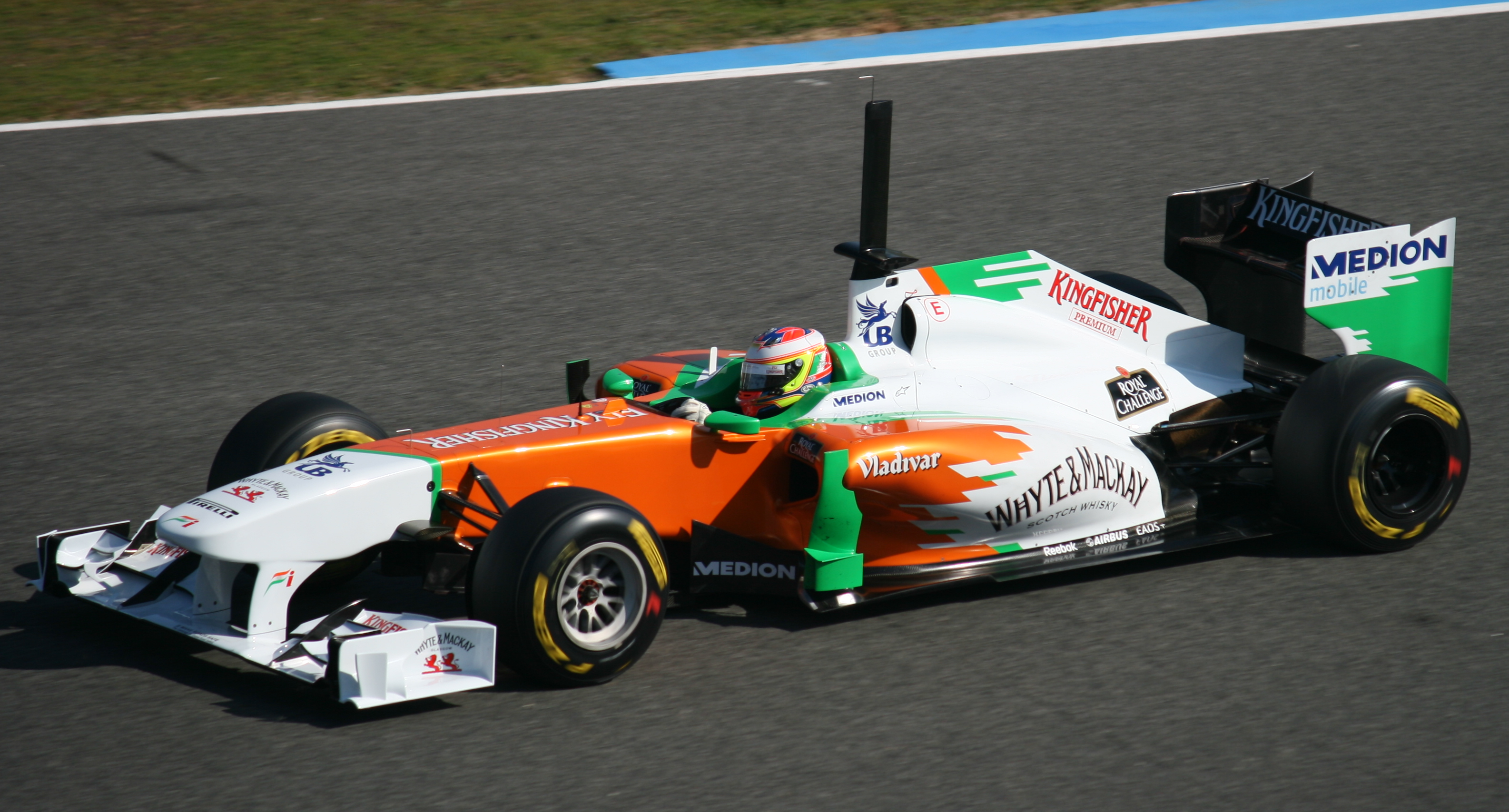
di Resta al volante del Force India VJM04 durante unos test de pretemporada.

En 2007, di Resta participó en el Deutsche Tourenwagen Masters con el equipo Mercedes, terminando en quinta posición. Tras el buen papel que hizo di Resta en 2007, la marca le concedió en 2008 una butaca en el equipo oficial, consiguiendo dos victorias y el subcampeonato detrás de Timo Scheider.

### Fórmula 1

#### Probador
A finales del mismo año 2008, di Resta realizó unos test con la escudería McLaren Mercedes de Fórmula 1 y se le vinculó varias veces como piloto titular de la escudería Force India para 2009. Finalmente, en el 2010, Paul consigue el puesto de piloto de pruebas y reserva en la escudería india. El escocés tuvo la oportunidad de pilotar el monoplaza durante varios entrenamientos libres.

#### 2011
En 2011, tras las buenas sensaciones que dejó en los libres de los viernes y siendo campeón del DTM, di Resta firma como piloto oficial de Force India, teniendo como compañero a Adrian Sutil y dejando a Nico Hülkenberg como probador. Paul logra puntuar en su primera carrera, el Gran Premio de Australia, siendo 10.º; posición que repitió en la siguiente carrera. Su mejor resultado fue un 6.º en el GP de Singapur. El buen rendimiento de Paul en su año de debut (13.º con 27 puntos) desata los rumores que le sitúan en Mercedes GP.

#### 2012
El 16 de diciembre de 2011, Force India confirma que di Resta seguirá siendo uno de sus pilotos oficiales. Comienza puntuando en las dos primeras carreras de 2012. En el GP de Singapur obtiene su mejor resultado, una 4.ª posición, a las puertas del podio. Finalmente, termina el año con un total de 46 puntos y un 14.º puesto en el campeonato.

#### 2013
La continuidad de Paul para 2013, asegurada extraoficialmente, fue confirmada en el acto de presentación del Force India VJM06 en febrero de 2013. No obstante, el piloto escocés estuvo en negociaciones con McLaren para reemplazar a Lewis Hamilton. di Resta consiguió estrenarse en Australia con puntos terminando en 8.º lugar, resultado que repetiría en China tras abandonar por problemas mecánicos en Malasia. En el GP de Baréin, iguala su mejor resultado (4.ª posición). Desde Shanghái hasta Silverstone, el escocés encadenó 6 carreras consecutivas en los puntos. Pero desde entonces se quedó 7 pruebas sin puntuar, y sumó 4 abandonos consecutivos, coincidiendo con el sufrimiento de su equipo para ajustarse a los nuevos neumáticos Pirelli. Finalmente, rompe su mala racha con un 8.º puesto en la India y un 6.º en Abu Dabi. A pesar de concluir el año con 19 puntos más que su compañero Adrian Sutil, Force India no renovó a ninguno de los dos pilotos, aunque Sutil se marchó luego a la escudería Sauber.

#### Años posteriores
En 2017, di Resta reemplazó a Felipe Massa en el GP de Hungría debido a problemas de salud del brasileño. Abandonó a pocos giros del final.
A principios de agosto de 2020, Paul fue confirmado como nuevo piloto de reserva del equipo McLaren.

### Vuelta a DTM y resistencia
Tras perder su volante en Fórmula 1, di Resta regresa a DTM en 2014 para pilotar volante de un Mercedes-Benz Clase C del equipo HWA. Obtuvo tres cuartos puestos como únicos resultados puntuables, por lo que resultó 15.º en el campeonato.
Mejoró su rendimiento en 2015 con tres podios y dos cuartos puestos para terminar octavo en la tabla general. En 2016, volvió a la victoria en la segunda carrera de Hockenheim en mayo, además de tres podios más y un cuarto lugar, de modo que resultó quinto en el campeonato.

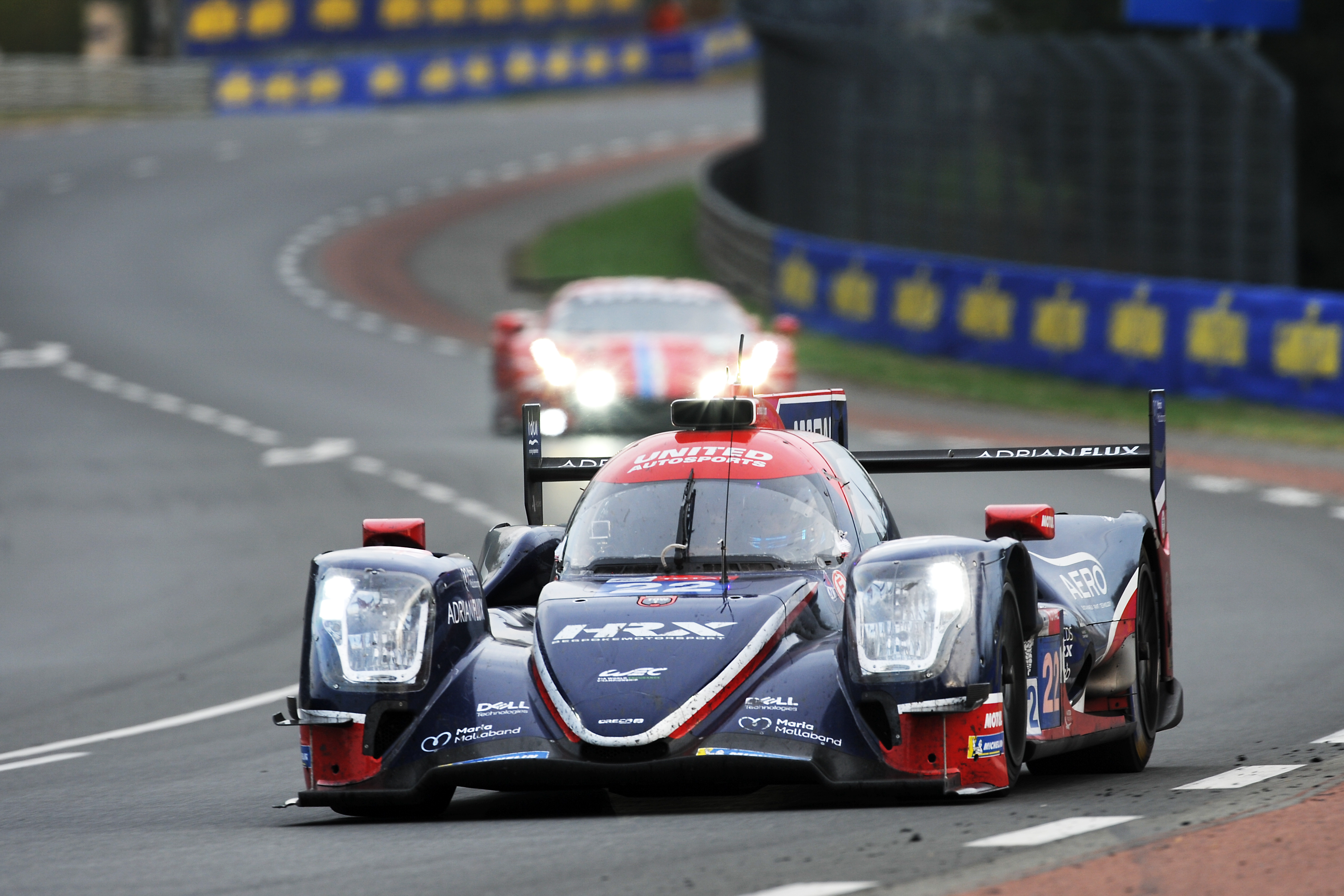
Oreca 07 n.º 22 de

2018 fue Hanson y Di Resta, en 2020.su mejor año en su segunda etapa en DTM, ya que finalizó tercero en el campeonato, con tres victorias. Al año siguiente, se trasladó al nuevo equipo R-Motorsport, que puso en pista el Aston Martin Vantage DTM desarrollado en conjunto por HWA. El rendimiento del coche no fue bueno, y el proyecto se cerró al finalizar la temporada.
En 2018, el británico compitió por primera vez en carreras de resistencia, de la mano de United Autosports. Participó en tres carreras de IMSA y en las 24 Horas de Le Mans, conduciendo un LMP2. Junto a dicho equipo, en 2018-19 fue campeón de Asian Le Mans Series con Phil Hanson y en 2019-20 subcampeón del Mundial de Resistencia (WEC) LMP2, además de ganador de las 24 Horas de Le Mans 2020 en dicha clase.
En 2022, Di Resta debutó en la clase principal del WEC, la nueva Hypercar, de la mano del equipo Peugeot TotalEnergies. Al año siguiente, logró el primer podio de la marca en Monza, junto a Mikkel Jensen y Jean-Éric Vergne. En estos años, siguió vinculado a United Autosports, con quien ha competido en European Le Mans Series, entre otros.

## Resultados

### Fórmula 3 Euroseries
(Clave) (negrita indica pole position) (cursiva indica vuelta rápida)

| Año  | Equipo           | 1         | 2         | 3        | 4         | 5         | 6        | 7       | 8       | 9       | 10       | 11      | 12       | 13       | 14        | 15       | 16      | 17        | 18        | 19        | 20        | Pos. | Puntos |
| ---- | ---------------- | --------- | --------- | -------- | --------- | --------- | -------- | ------- | ------- | ------- | -------- | ------- | -------- | -------- | --------- | -------- | ------- | --------- | --------- | --------- | --------- | ---- | ------ |
| 2005 | Manor Motorsport | HOC 1 Ret | HOC 2 17  | PAU 1 14 | PAU 2 DNS | SPA 1 DSQ | SPA 2 5  | MCO 1 8 | MCO 2 6 | OSC 1 4 | OSC 2 4  | NOR 1 3 | NOR 2 8  | NÜR 1 23 | NÜR 2 Ret | ZAN 1 14 | ZAN 2 5 | LAU 1 Ret | LAU 2 DSQ | HOC 1 Ret | HOC 2 DSQ | 10.º | 32     |
| 2006 | ASM Formule 3    | HOC 1 3   | HOC 2 Ret | LAU 1 2  | LAU 2 3   | OSC 1     | OSC 2 14 | BRH 1   | BRH 2 5 | NOR 1   | NOR 2 18 | NÜR 1 2 | NÜR 2 13 | ZAN 1    | ZAN 2 14  | CAT 1 10 | CAT 2 6 | BUG 1     | BUG 2 6   | HOC 1 Ret | HOC 2 6   | 1.º  | 86     |

### Deutsche Tourenwagen Masters
(Clave)  (negrita indica pole position) (cursiva indica vuelta rápida)
| Año     | Equipo                        | Automóvil                    | 1         | 2        | 3        | 4         | 5         | 6         | 7         | 8         | 9        | 10        | 11        | 12        | 13       | 14        | 15        | 16        | 17       | 18        | 19      | 20       | Pos. | Puntos |
| ------- | ----------------------------- | ---------------------------- | --------- | -------- | -------- | --------- | --------- | --------- | --------- | --------- | -------- | --------- | --------- | --------- | -------- | --------- | --------- | --------- | -------- | --------- | ------- | -------- | ---- | ------ |
| 2007    | Persson-Mercedes              | AMG-Mercedes Clase C 2005    | HOC1 5    | OSC 2    | LAU 2    | BRH Ret   | NOR 15    | MUG 3     | ZAN 14    | NÜR 6     | CAT 3    | HOC2 8    |           |           |          |           |           |           |          |           |         |          | 5.º  | 32     |
| 2008    | HWA Team                      | AMG-Mercedes Clase C 2008    | HOC1 13   | OSC 4    | MUG 2    | LAU 1     | NOR 5     | ZAN 7     | NÜR 2     | BRH 2     | CAT 1    | BUG 2     | HOC2 2    |           |          |           |           |           |          |           |         |          | 2.º  | 71     |
| 2009    | HWA Team                      | AMG-Mercedes Clase C 2009    | HOC1 5    | LAU 4    | NOR 7    | ZAN 6     | OSC 4     | NÜR Ret   | BRH 1     | CAT 7     | DIJ 2    | HOC2 3    |           |           |          |           |           |           |          |           |         |          | 3.º  | 45     |
| 2010    | HWA Team                      | AMG-Mercedes Clase C 2009    | HOC1 4    | VAL 5    | LAU 2    | NOR 10    | NÜR 2     | ZAN 2     | BRH 1     | OSC 1     | HOC2 1   | ADR 9     | SHA 2     |           |          |           |           |           |          |           |         |          | 1.º  | 71     |
| 2014    | HWA Team                      | DTM AMG Mercedes C-Coupé     | HOC 14    | OSC 4    | HUN 18   | NOR 15    | MSC Ret   | SPL 18    | NÜR 4     | LAU Ret   | ZAN Ret  | HOC 4     |           |           |          |           |           |           |          |           |         |          | 15.º | 36     |
| 2015    | HWA Team                      | DTM AMG Mercedes C-Coupé     | HOC 1 3   | HOC 2 22 | LAU 1 14 | LAU 2 15  | NOR 1 Ret | NOR 2 6   | ZAN 1 Ret | ZAN 2 14  | SPL 1 3  | SPL 2 9   | MSC 1 14  | MSC 2 15  | OSC 1 13 | OSC 2 6   | NÜR 1 12  | NÜR 2     | HOC 1 4  | HOC 2 4   |         |          | 8.º  | 90     |
| 2016    | HWA Team                      | Mercedes-AMG C63 DTM         | HOC 1 4   | HOC 2 1  | SPL 1 7  | SPL 2 15  | LAU 1 13  | LAU 2 21† | NOR 1 3   | NOR 2 4   | ZAN 1 15 | ZAN 2 8   | MSC 1 2   | MSC 2 20  | NÜR 1 6  | NÜR 2 Ret | HUN 1 Ret | HUN 2 13  | HOC 1 10 | HOC 2 3   |         |          | 5.º  | 116    |
| 2017    | HWA Team                      | Mercedes-AMG C63 DTM         | HOC 1 8   | HOC 2 6  | LAU 1 16 | LAU 2 13  | HUN 1     | HUN 2 6   | NOR 1 11  | NOR 2 6   | MSC 1 14 | MSC 2 DSQ | ZAN 1 7   | ZAN 2 Ret | NÜR 1 2  | NÜR 2     | SPL 1 11  | SPL 2 9   | HOC 1 14 | HOC 2 16  |         |          | 11.º | 99     |
| 2018    | Mercedes-AMG Motorsport REMUS | Mercedes-AMG C63 DTM         | HOC 1 7   | HOC 2 9  | LAU 1 6  | LAU 2 4   | HUN 1     | HUN 2 5   | NOR 1 4   | NOR 2 6   | ZAN 1 2  | ZAN 2 3   | BRH 1 16  | BRH 2 1   | MIS 1    | MIS 2 6   | NÜR 1 18  | NÜR 2     | SPL 1 4  | SPL 2 4   | HOC 1 8 | HOC 2 14 | 3.º  | 233    |
| 2019    | R-Motorsport I                | Aston Martin Vantage AMR DTM | HOC 1 Ret | HOC 2 7  | ZOL 1 8  | ZOL 2 DNS | MIS 1 16  | MIS 2 Ret | NOR 1 12  | NOR 2 Ret | ASS 1 14 | ASS 2 8   | BRH 1 14† | BRH 2 14  | LAU 1 13 | LAU 2 Ret | NÜR 1 12  | NÜR 2 DNS | HOC 1 7  | HOC 2 DNS |         |          | 16.º | 21     |
| Fuente: |                               |                              |           |          |          |           |           |           |           |           |          |           |           |           |          |           |           |           |          |           |         |          |      |        |

- † El piloto no acabó la carrera, pero se clasificó al completar el 90% de la distancia total.

### Fórmula 1
(Clave) (negrita indica pole position) (cursiva indica vuelta rápida)

| Año     | Escudería                  | 1      | 2       | 3      | 4       | 5      | 6      | 7       | 8      | 9       | 10      | 11      | 12      | 13      | 14      | 15     | 16     | 17     | 18     | 19     | 20      | Pos. | Puntos |
| ------- | -------------------------- | ------ | ------- | ------ | ------- | ------ | ------ | ------- | ------ | ------- | ------- | ------- | ------- | ------- | ------- | ------ | ------ | ------ | ------ | ------ | ------- | ---- | ------ |
| 2010    | Force India F1 Team        | BHR    | AUS TD  | MYS TD | CHN TD  | ESP TD | MON    | TUR     | CAN    | EUR TD  | GBR TD  | GER     | HUN TD  | BEL     | ITA TD  | SIN    | JPN    | RCO    | BRA    | ABU    |         |      |        |
| 2011    | Force India F1 Team        | AUS 10 | MYS 10  | CHN 11 | TUR Ret | ESP 12 | MON 12 | CAN 18† | EUR 14 | GBR 15  | GER 13  | HUN 7   | BEL 11  | ITA 8   | SIN 6   | JPN 12 |        |        |        |        |         | 13.º | 27     |
| 2011    | Sahara Force India F1 Team |        |         |        |         |        |        |         |        |         |         |         |         |         |         |        | RCO 10 | IND 13 | ABU 9  | BRA 8  |         | 13.º | 27     |
| 2012    | Sahara Force India F1 Team | AUS 10 | MYS 7   | CHN 12 | BHR 6   | ESP 14 | MON 7  | CAN 11  | EUR 7  | GBR Ret | GER 11  | HUN 12  | BEL 10  | ITA 8   | SIN 4   | JPN 12 | RCO 12 | IND 12 | ABU 9  | USA 15 | BRA 19† | 14.º | 46     |
| 2013    | Sahara Force India F1 Team | AUS 8  | MYS Ret | CHN 8  | BHR 4   | ESP 7  | MON 9  | CAN 7   | GBR 9  | GER 11  | HUN 18† | BEL Ret | ITA Ret | SIN 20† | RCO Ret | JPN 11 | IND 8  | ABU 6  | USA 15 | BRA 11 |         | 12.º | 48     |
| 2017    | Williams Martini Racing    | AUS    | CHN     | BHR    | RUS     | ESP    | MON    | CAN     | AZE    | AUT     | GBR     | HUN Ret | BEL     | ITA     | SIN     | MYS    | JPN    | USA    | MEX    | BRA    | ABU     | NC   | 0      |
| Fuente: |                            |        |         |        |         |        |        |         |        |         |         |         |         |         |         |        |        |        |        |        |         |      |        |

### 24 Horas de Le Mans
| Año     | Equipo                | Copilotos                      | Automóvil             | Clase    | Vueltas | Pos. | Pos. Clase |
| ------- | --------------------- | ------------------------------ | --------------------- | -------- | ------- | ---- | ---------- |
| 2018    | United Autosports     | Phil Hanson Filipe Albuquerque | Ligier JS P217-Gibson | LMP2     | 288     | DNF  | DNF        |
| 2019    | United Autosports     | Phil Hanson Filipe Albuquerque | Ligier JS P217-Gibson | LMP2     | 365     | 9.º  | 4.º        |
| 2020    | United Autosports     | Phil Hanson Filipe Albuquerque | Oreca 07-Gibson       | LMP2     | 370     | 5.º  | 1.º        |
| 2021    | United Autosports     | Alex Lynn Wayne Boyd           | Oreca 07-Gibson       | LMP2     | 361     | 9.º  | 4.º        |
| 2023    | Peugeot TotalEnergies | Mikkel Jensen Jean-Éric Vergne | Peugeot 9X8           | Hypercar | 330     | 8.º  | 8.º        |
| 2024    | Peugeot TotalEnergies | Loïc Duval Stoffel Vandoorne   | Peugeot 9X8           | Hypercar | 309     | 11.º | 11.º       |
| Fuente: |                       |                                |                       |          |         |      |            |

### Campeonato Mundial de Resistencia de la FIA
(Clave) (negrita indica pole position) (cursiva indica vuelta rápida)

| Año     | Escudería             | Clase    | Automóvil       | 1   | 2   | 3   | 4   | 5   | 6   | 7   | 8   | Pos. | Puntos | Ref.   |
| ------- | --------------------- | -------- | --------------- | --- | --- | --- | --- | --- | --- | --- | --- | ---- | ------ | ------ |
| 2019-20 | United Autosports     | LMP2     | Oreca 07-Gibson | SIL | FUJ | SHA | BHR | COA | SPA | LMS | BHR | 2.º  | 175    | [ 29 ] |
| 2019-20 | United Autosports     | LMP2     | Oreca 07-Gibson | Ret |     | 3   | 1   | 1   | 1   | 1   | 4   | 2.º  | 175    | [ 29 ] |
| 2021    | United Autosports USA | LMP2     | Oreca 07-Gibson | SPA | POR | MNZ | LMS | BHR | BHR |     |     | 16.º | 23     |        |
| 2021    | United Autosports USA | LMP2     | Oreca 07-Gibson | 3   |     |     |     |     |     |     |     | 16.º | 23     |        |
| 2022    | United Autosports USA | LMP2     | Oreca 07-Gibson | SEB | SPA | LMS | MNZ | FUJ | BHR |     |     | 4.º  | 38     |        |
| 2022    | United Autosports USA | LMP2     | Oreca 07-Gibson | 1   |     |     |     |     |     |     |     | 4.º  | 38     |        |
| 2022    | Peugeot TotalEnergies | Hypercar | Peugeot 9X8     |     |     |     |     |     |     |     |     | -.º  | -      |        |